# Юламанова, Наиля Гайнуловна
Наиля Гайнуловна Юламанова (род. 6 сентября 1980, Тольятти, Куйбышевская область) — российская марафонка.

## Карьера
Известность пришла к Юламановой в 2006 году, когда она выиграла марафон на чемпионате России 2006 года в Саранске. В 2007 году Наиля стала первой на Пражском марафоне; на следующий год повторила успех, а также выиграла Стамбульский марафон. В 2009 году она сумела победить на Роттердамском марафоне.
Член сборной России 2016 года в горном беге.

## Личные рекорды
- Полумарафон — 1:16.50 (Кубок России по полумарафону 2006 года)
- Марафон — 2:26:30 (Роттердамский марафон 2009 года)

## Выступления на чемпионатах Европы и мира
| Год  | Соревнование     | Город              | Место  | Время   |
| ---- | ---------------- | ------------------ | ------ | ------- |
| 2006 | Чемпионат Европы | Гётеборг, Швеция   | 12     | 2:35:26 |
| 2009 | Чемпионат мира   | Берлин, Германия   | 8 (DQ) | 2:27:08 |
| 2010 | Чемпионат Европы | Барселона, Испания | 1 (DQ) | 2:32:15 |

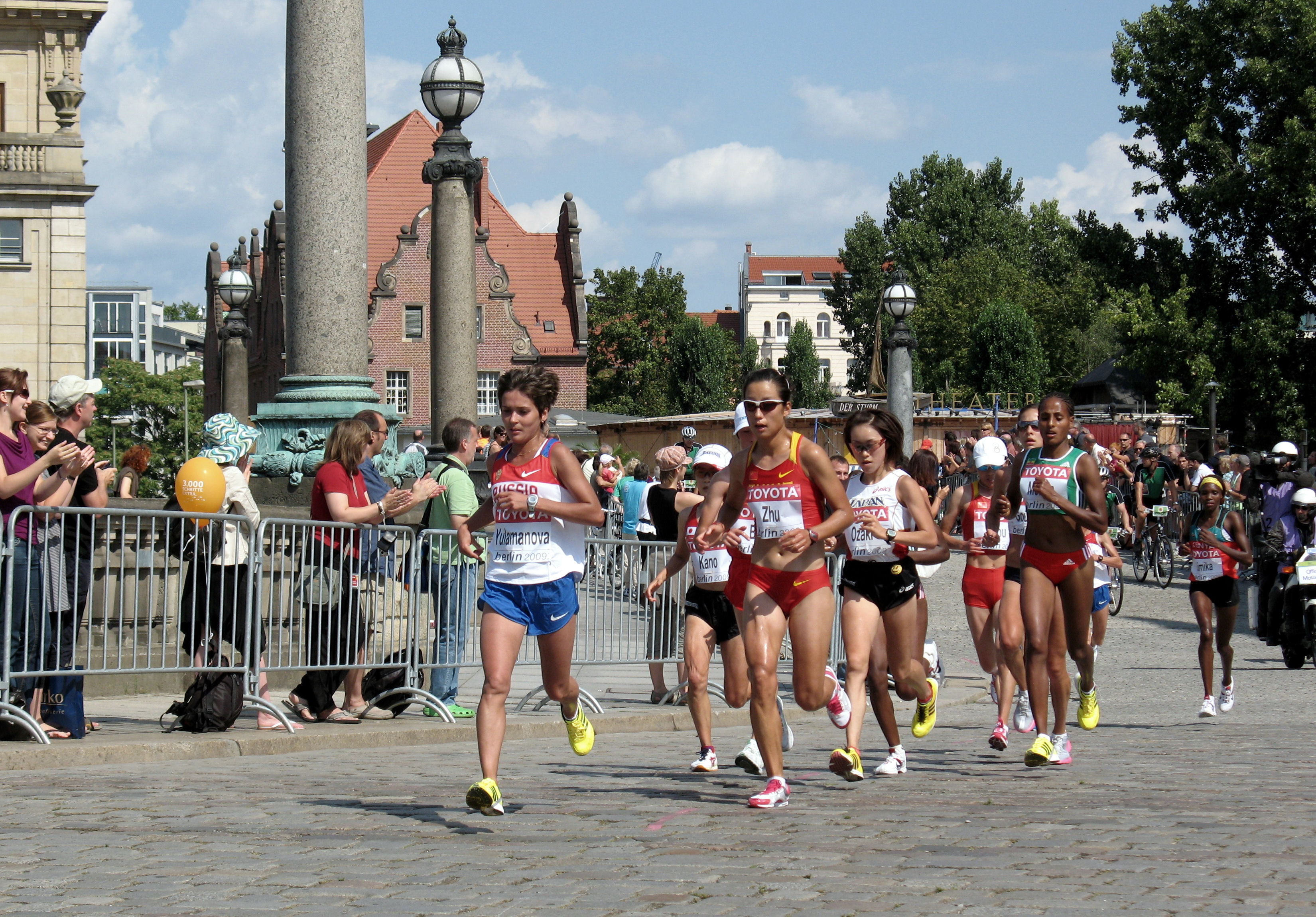
Наиля (первая слева) на Чемпионате мира в Берлине, 23 августа 2009 год.

DQ — дисквалифицирована, результат аннулирован.

## Дисквалификация
3 июля 2012 года стало известно что Антидопинговая комиссия Всероссийской федерации лёгкой атлетики (ВФЛА) дисквалифицировала на два года Наилю Юламанову на основании «абнормальных показателей биологических паспортов». Все результаты достигнутые спортсменкой начиная с 20 августа 2009 года считаются недействительными включая ЧМ 2009 и ЧЕ 2010.